# Nacionalismo pakistaní
El nacionalismo pakistaní se refiere a la política, la expresión cultural y religiosa de patriotismo de los pueblos de Pakistán, de orgullo en la historia y el patrimonio de Pakistán, y sus visiones de futuro. También se hace referencia a la conciencia y expresión de las influencias étnicas y religiosas que ayudan a moldear la conciencia nacional. 
En el nacionalismo se describen las muchas fuerzas subyacentes que ha modelado el movimiento Pakistán, y lo insta a seguir para influir en la política pakistaní. 
Desde un punto de vista político y en los años anteriores a la partición de la India, especialmente los fundamentos ideológicos y políticos de las acciones de la Liga Musulmana se puede llamar una ideología nacionalista pakistaní. Se trata de una única y singular combinación de filosófica, nacionalismo, culturalidad y elementos religiosos.
- Datos: Q3301382